# Adosapparat
Adosapparat är en äldre apparat för kontinuerlig bestämning av koldioxidhalten i rökgaser, för att kunna reglera och justera förbränning vid värme- och energiproduktion.